# Hammoniale
Die Hammoniale – Festival der Frauen war eine internationale Künstlerinnen-Biennale in Hamburg, die erstmals von Mitte August bis Mitte September 1986 stattfand und danach alle zwei Jahre bis 1999.
Initiiert wurde die Hammoniale von Eva Mattes und Irmgard Schleier; zu den Mit-Initiatorinnen gehörten Ida Ehre, Donata Höffer, Angelika Thomas, Hélène Vida-Liebermann, Angela Winkler und Hanna Schwarz. Sie hatten sich im Verein „Festival der Frauen“ zusammengeschlossen. Den Vorsitz übernahm Eva Mattes, die Festivalleitung Irmgard Schleier, ab 1994 Isabella Vértes-Schütter. Das Leitmotiv des Festivals war das Motto der Weltfrauenkonferenz von Nairobi 1985: Für Gleichberechtigung – Gegen Hunger und Armut –  Für Frieden.
Das erste Frauenfestival 1986 mit Theater, Tanz, Musik und Kunstausstellungen war der Auftakt zu dreizehn Jahren Hamburger Künstlerinnen-Biennale, die als Hammoniale den Namen der Schutzgöttin Hamburgs Hammonia trug und als einziges genreübergreifendes Künstlerinnenfestival in Europa Zuspruch weit über Hamburg hinaus erfuhr. Das Festival bot alle zwei Jahre ein vielfältiges, internationales Programm, das „Künstlerinnen als Produzentinnen“ ein besonderes Forum bot und in dem „nachdrücklich auf die Präsenz von Frauen in der Kunst hingewiesen“ wurde. Das Festival fand überwiegend auf Kampnagel statt.
Die Hammoniale 1992 war laut Der Spiegel eine „überraschungsreiche Mischung von Folklore bis Avantgarde“. Es nahmen Sängerinnen aus Südafrika und Zaire, aus Pakistan, Kurdistan, Mauretanien und der Mongolei teil mit der aserbaidschanischen Jazz-Pianistin Aziza Mustafa Zadeh und der schottischen Solo-Schlagzeugerin Evelyn Glennie. Ein Schwerpunkt war literarisch und musikalisch Finnland, ein weiterer das Tanztheater mit sechs jungen Gruppen aus Frankreich, Spanien, Italien und abermals Finnland. Ehrengast war die damals 79-jährige Fotografin Gisèle Freund, die das Festival mit einer Ausstellung feierte.
Nach einem umstrittenen Beschluss der Hamburger Kulturbehörde führten Einsparungen im Kulturbereich dazu, dass die Hammoniale 1999 zum letzten Mal stattfand.